# Reginald Koettlitz
Reginald Koettlitz (1860-1916) foi um médico e explorador polar. Nasceu em Oostende, Bélgica, mas cedo se mudou para a Inglaterra, onde frequentou o Dover College estudando, depois, Medicina no Guy's Hospital. Exerceu a sua profissão durante oito anos em County Durham.
Em 1894, candidatou-se à Expedição ao Ártico de Jackson–Harmsworth (1894-1897), onde foi o seu médico e biólogo. Para poder integrar a expedição, teve de se tornar cidadão inglês. Após a expedição ao Árctico, realizou diversas expedições à Somália, Abissínia e Amazonas, antes de integrar a Expedição Discovery (1901-04), liderada por Robert Falcon Scott, como cirurgião e botânico. Depois desta expedição, foi viver para a África do Sul, trabalhando como médico, onde morreu, juntamente com a sua esposa, Marie Louise Butez, em 1916, de disenteria.
Em sua homenagem, os glaciares Koettlitz e Koettlitz Neve receberam o seu nome.